# Silvio Gazzaniga
Silvio Gazzaniga (Milán, Italia; 23 de enero de 1921-ib., 31 de octubre de 2016) fue un escultor italiano, famoso por ser el diseñador del Trofeo de la Copa Mundial de Fútbol de la FIFA, que creó mientras trabajaba en la compañía Stabilimento Artistico Bertoni. Se graduó en la Academia de Bellas Artes de Brera.
Su diseño fue elegido por el comité el 5 de abril de 1971. El trofeo es de 36 cm de alto, pesa 6,175 kg y está hecho de oro 18 quilates. Dos anillos de piedras de malaquita semipreciosa adornan la base. El nombre de este preciado galardón es Roteiro en honor a los viajes entre naciones que son los ganadores, estos nombres se escriben en la base de oro. Hay espacio para 17 ganadores y cada uno de los grabados está escrito en el idioma del país ganador. 
También ha diseñado los trofeos de la Copa de la UEFA (1972), la Supercopa de Europa (1973), la Eurocopa Sub-21, la Copa de África y el trofeo de la Copa Mundial de Béisbol (2001). Falleció el 31 de octubre de 2016 a los 95 años de edad.